# 三俠劍
三俠劍是晚清民国时期天津評書藝人張傑鑫及其弟子根据《彭公案》、《施公案》所创作的长篇武侠小说。1920年代中後期，《新天津報》和《新天津晚報》曾連載張傑鑫口述本《三俠劍》，敘述了神鏢將圣手昆仑侠勝英、震三山肖傑、九頭獅子孟凱三俠和今古圣人艾蓮池、紅衣道姑張紫清、大头剑客夏侯商元、飞天玉虎蒋柏芳、孟金龍以及金头虎贾明等人的俠義故事。。

## 内容
該書自評詞“侠义凛古今，威名动鬼神。一心扶赵魏，百战胜赢情”和“为国同坚楚，悠然思废吟。英雄无用处，酒色了残生”开始，到“蒋国芳擂台受挫，艾莲池掌震壁和僧”结束，描写了勝英胜英从担任總鏢頭到大闹少林寺的故事。全书和续集共有四百回计六百万余字。
該書以金鏢將勝英勝子川為書膽，勝子川一口魚鱗紫金刀，三支金鏢壓綠林，甩頭一子定乾坤，揚子江心倒鳧八百里。書中的三俠，就是“金鏢俠”勝英、“九頭獅子”孟凱、“鎮三山”蕭傑；三劍則是勝英的師長輩：師傅“今古聖人”艾蓮池、師叔“紅衣女劍”張紫搏、師兄“大頭劍客”夏侯商元；還有同勝英八拜結交的屠璨、李剛、賈斌久、秦天豹等“明清八義”。